# La Liga 1950-1951
Statisticile pentru sezonul La Liga 1950–51.
La acest sezon au participat următoarele cluburi:
| - CD Alcoyano - Athletic Bilbao - Atlético Madrid - FC Barcelona - Celta Vigo - Deportivo La Coruña - RCD Espanyol - UE Lleida |  | - CD Málaga - Racing de Santander - Real Madrid C.F. - Real Murcia - Real Sociedad - Real Valladolid - Valencia CF - Sevilla FC |

## Clasament
| Poziție | Club                | Meciuri jucate | V  | E | Î  | GÎ | GP  | Puncte | A   | Comentarii                       |
| ------- | ------------------- | -------------- | -- | - | -- | -- | --- | ------ | --- | -------------------------------- |
| 1       | Atlético Madrid     | 30             | 17 | 6 | 7  | 87 | 50  | 40     | 37  | Champion of La Liga              |
| 2       | Sevilla FC          | 30             | 17 | 4 | 9  | 79 | 46  | 38     | 33  |                                  |
| 3       | Valencia CF         | 30             | 17 | 3 | 10 | 64 | 48  | 37     | 16  |                                  |
| 4       | FC Barcelona        | 30             | 16 | 3 | 11 | 83 | 61  | 35     | 22  |                                  |
| 5       | Real Sociedad       | 30             | 15 | 5 | 10 | 77 | 56  | 35     | 21  |                                  |
| 6       | Real Valladolid     | 30             | 14 | 5 | 11 | 51 | 51  | 33     | 0   |                                  |
| 7       | Athletic Bilbao     | 30             | 15 | 3 | 12 | 88 | 56  | 33     | 32  |                                  |
| 8       | Celta Vigo          | 30             | 15 | 3 | 12 | 62 | 56  | 33     | 6   |                                  |
| 9       | Real Madrid C.F.    | 30             | 13 | 5 | 12 | 80 | 71  | 31     | 9   |                                  |
| 10      | Racing de Santander | 30             | 12 | 6 | 12 | 49 | 60  | 30     | -11 |                                  |
| 11      | Deportivo La Coruña | 30             | 13 | 4 | 13 | 64 | 47  | 30     | 17  |                                  |
| 12      | RCD Espanyol        | 30             | 13 | 4 | 13 | 82 | 72  | 30     | 10  |                                  |
| 13      | CD Málaga           | 30             | 12 | 5 | 13 | 55 | 52  | 29     | 3   | Retrogradată în Segunda División |
| 14      | Real Murcia         | 30             | 8  | 3 | 19 | 40 | 86  | 19     | -46 | Retrogradată în Segunda División |
| 15      | CD Alcoyano         | 30             | 6  | 2 | 22 | 36 | 92  | 14     | -56 | Retrogradată în Segunda División |
| 16      | UE Lleida           | 30             | 6  | 1 | 23 | 41 | 134 | 13     | -93 | Retrogradată în Segunda División |